# Madasumma valida
Madasumma valida är en insektsart som beskrevs av Lucien Chopard 1936. Madasumma valida ingår i släktet Madasumma och familjen syrsor. Inga underarter finns listade i Catalogue of Life.